# Simulium dentatura
Simulium dentatura är en tvåvingeart som först beskrevs av Vorobets 1984.  Simulium dentatura ingår i släktet Simulium och familjen knott. Inga underarter finns listade i Catalogue of Life.